# Relations entre l'Autriche et le Brésil
Les relations entre l'Autriche et le Brésil sont les relations extérieures entre la république d'Autriche et la république fédérative du Brésil.

## Histoire
Les relations bilatérales entre le Brésil et l'Autriche ont commencé en 1817. L'Autriche a une ambassade à Brasilia et un consulat général à São Paulo. Le Brésil a une ambassade à Vienne.